# Walckenaeria microspiralis
Walckenaeria microspiralis is een spinnensoort uit de familie hangmatspinnen (Linyphiidae). De soort komt voor in de Verenigde Staten en Canada.